# Ioana Raluca Olaru
Ioana Raluca Olaru (Boekarest, 3 maart 1989) is een tennisspeelster uit Roemenië. Zij begon met tennis toen zij zeven jaar oud was. Haar favoriete ondergrond is gravel. Zij speelt rechtshandig en heeft een tweehandige backhand. Haar eerste voornaam (Ioana) wordt tegenwoordig vaak weggelaten: Raluca Olaru.

## Loopbaan

### Enkelspel
Olaru debuteerde in 2003 op het ITF-toernooi van Timișoara in haar geboorteland. Het jaar daarop stond zij voor het eerst in een finale, op het ITF-toernooi van Iași, eveneens in Roemenië – zij verloor van landgenote Monica Niculescu. In 2005 won zij haar eerste titel, op het ITF-toernooi van Herceg Novi in Montenegro. In totaal won zij tot op heden(januari 2022) elf ITF-toernooien. In het WTA-circuit won zij geen titels. Wel stond zij eenmaal in de finale, op het toernooi van Bad Gastein in 2009 waar zij verloor van Andrea Petković.

### Dubbelspel
Hierin bereikte Olaru betere resultaten dan in het enkelspel. Naast vijftien ITF-titels won zij ook elf WTA-toernooien: in 2008 op het WTA-toernooi van Tasjkent, samen met de Oekraïense Olha Savtsjoek, in 2011 op het toernooi van Acapulco, samen met de eveneens Oekraïense Marija Koryttseva, in 2013 op het toernooi van Neurenberg, samen met de Russin Valerija Solovjeva, in 2014 op het toernooi van Linz, samen met de Georgische Anna Tatishvili, in 2016 op het toernooi van Tasjkent, samen met de Turkse İpek Soylu, in 2017 op het toernooi van Hobart, terug met Olha Savtsjoek, in 2017 op het toernooi van Boekarest, aan de zijde van Irina-Camelia Begu, in 2018 op het toernooi van Rabat, met Russin Anna Blinkova, en op het toernooi van Straatsburg, nu met de Roemeense Mihaela Buzărnescu. In 2021 won zij het WTA-toernooi van Sint-Petersburg en het WTA-toernooi van Chicago, in beide geflankeerd door de Oekraïense Nadija Kitsjenok.

### Tennis in teamverband
In de periode 2007–2018 maakte Olaru deel uit van het Roemeense Fed Cup-team – zij behaalde daar een winst/verlies-balans van 6–11. In 2016 speelde zij in de Wereldgroep I tegen de latere bekerwinnaar, Tsjechië.

## Posities op deWTA-ranglijst
Positie per einde seizoen:
| jaar | rang enkelspel | rang dubbelspel |
| ---- | -------------- | --------------- |
| 2004 | 766            | 587             |
| 2005 | 509            | 600             |
| 2006 | 311            | 344             |
| 2007 | 56             | 413             |
| 2008 | 126            | 154             |
| 2009 | 73             | 96              |
| 2010 | 182            | 92              |
| 2011 | 247            | 122             |
| 2012 | 247            | 129             |
| 2013 | 359            | 73              |
| 2014 | 773            | 55              |
| 2015 | –              | 54              |
| 2016 | –              | 74              |
| 2017 | –              | 36              |
| 2018 | –              | 44              |
| 2019 | –              | 48              |
| 2020 | –              | 43              |
| 2021 | –              | 36              |

## Palmares
| Legenda                | Legenda                  |
| ---------------------- | ------------------------ |
| Grandslamtoernooi      |                          |
| Olympische Spelen      |                          |
| Year-End Championships |                          |
| tot 2009               | 2009 – 2020 / vanaf 2021 |
| Tier I                 | Premier Mandatory        |
| Tier II                | Premier Five / WTA 1000  |
| Tier III               | Premier / WTA 500        |
| Tier IV & V            | International / WTA 250  |
|                        | Challenger / WTA 125     |

### WTA-finaleplaatsen enkelspel
| nr.              | finale     | toernooi        | ondergrond | tegenstandster  | score    |         |
| ---------------- | ---------- | --------------- | ---------- | --------------- | -------- | ------- |
| gewonnen finales |            |                 |            |                 |          |         |
| geen             |            |                 |            |                 |          |         |
| verloren finales |            |                 |            |                 |          |         |
| 1.               | 2009-07-26 | WTA Bad Gastein | gravel     | Andrea Petković | 2-6, 3-6 | details |

### WTA-finaleplaatsen vrouwendubbelspel
| nr.              | finale     | toernooi            | ondergrond    | partner            | tegenstandsters                               | score            |         |
| ---------------- | ---------- | ------------------- | ------------- | ------------------ | --------------------------------------------- | ---------------- | ------- |
| gewonnen finales |            |                     |               |                    |                                               |                  |         |
| 01.              | 2008-10-05 | WTA Tasjkent        | hardcourt     | Olha Savtsjoek     | Nina Brattsjikova Kathrin Wörle               | 5-7, 7-5, [10-7] | details |
| 02.              | 2011-02-26 | WTA Acapulco        | gravel        | Marija Koryttseva  | Lourdes Domínguez Lino Arantxa Parra Santonja | 3-6, 6-1, [10-4] | details |
| 03.              | 2013-06-15 | WTA Neurenberg      | gravel        | Valerija Solovjeva | Anna-Lena Grönefeld Květa Peschke             | 2-6, 7-6, [11-9] | details |
| 04.              | 2014-10-12 | WTA Linz            | hardcourt (i) | Anna Tatishvili    | Annika Beck Caroline Garcia                   | 6-2, 6-1         | details |
| 05.              | 2016-10-01 | WTA Tasjkent        | hardcourt     | İpek Soylu         | Demi Schuurs Renata Voráčová                  | 7-5, 6-3         | details |
| 06.              | 2017-01-14 | WTA Hobart          | hardcourt     | Olha Savtsjoek     | Gabriela Dabrowski Yang Zhaoxuan              | 0-6, 6-4, [10-5] | details |
| 07.              | 2017-07-23 | WTA Boekarest       | gravel        | Irina-Camelia Begu | Elise Mertens Demi Schuurs                    | 6-3, 6-3         | details |
| 08.              | 2018-05-04 | WTA Rabat           | gravel        | Anna Blinkova      | Georgina García Pérez Fanny Stollár           | 6-4, 6-4         | details |
| 09.              | 2018-05-26 | WTA Straatsburg     | gravel        | Mihaela Buzărnescu | Nadija Kitsjenok Anastasia Rodionova          | 7-5, 7-5         | details |
| 10.              | 2021-03-21 | WTA Sint-Petersburg | hardcourt (i) | Nadija Kitsjenok   | Kaitlyn Christian Sabrina Santamaria          | 2-6, 6-3, [10-8] | details |
| 11.              | 2021-08-28 | WTA Chicago         | hardcourt     | Nadija Kitsjenok   | Ljoedmyla Kitsjenok Makoto Ninomiya           | 7-6, 5-7, [10-8] | details |
| verloren finales |            |                     |               |                    |                                               |                  |         |
| 01.              | 2008-07-13 | WTA Boedapest       | gravel        | Vanessa Henke      | Alizé Cornet Janette Husárová                 | 7-6, 1-6, [6-10] | details |
| 02.              | 2013-04-14 | WTA Katowice        | gravel (i)    | Valerija Solovjeva | Lara Arruabarrena Lourdes Domínguez Lino      | 4-6, 5-7         | details |
| 03.              | 2014-05-24 | WTA Neurenberg      | gravel        | Shahar Peer        | Michaëlla Krajicek Karolína Plíšková          | 0-6, 6-4, [6-10] | details |
| 04.              | 2014-07-27 | WTA Bakoe           | hardcourt     | Shahar Peer        | Aleksandra Panova Heather Watson              | 2-6, 6-7         | details |
| 05.              | 2015-05-23 | WTA Neurenberg      | gravel        | Lara Arruabarrena  | Chan Hao-ching Anabel Medina Garrigues        | 4-6, 6-7         | details |
| 06.              | 2016-04-30 | WTA Rabat           | gravel        | Tatjana Maria      | Xenia Knoll Aleksandra Krunić                 | 3-6, 0-6         | details |
| 07.              | 2016-06-05 | WTA Bol             | gravel        | İpek Soylu         | Xenia Knoll Petra Martić                      | 3-6, 2-6         | details |
| 08.              | 2017-01-07 | WTA Shenzhen        | hardcourt     | Olha Savtsjoek     | Andrea Hlaváčková Peng Shuai                  | 1-6, 5-7         | details |
| 09.              | 2018-09-29 | WTA Tasjkent        | hardcourt     | Irina-Camelia Begu | Olga Danilović Tamara Zidanšek                | 5-7, 3-6         | details |
| 10.              | 2018-10-19 | WTA Moskou          | hardcourt (i) | Darija Jurak       | Aleksandra Panova Laura Siegemund             | 2-6, 6-7         | details |
| 11.              | 2020-08-16 | WTA Praag           | gravel        | Monica Niculescu   | Lucie Hradecká Kristýna Plíšková              | 2-6, 2-6         | details |
| 12.              | 2020-09-21 | WTA Rome            | gravel        | Anna-Lena Friedsam | Hsieh Su-wei Barbora Strýcová                 | 2-6, 2-6         | details |
| 13.              | 2021-06-26 | WTA Bad Homburg     | gras          | Nadija Kitsjenok   | Darija Jurak Andreja Klepač                   | 3-6, 1-6         | details |
| 14.              | 2021-10-23 | WTA Moskou          | hardcourt (i) | Nadija Kitsjenok   | Jeļena Ostapenko Kateřina Siniaková           | 2-6, 6-4, [8-10] | details |

### Gewonnen ITF-toernooien enkelspel
| nr. | finale     | toernooi      | dotatie  | tegenstandster in finale | score         |
| --- | ---------- | ------------- | -------- | ------------------------ | ------------- |
| 01. | 2005-05-01 | Herceg Novi   | $10.000  | Miljana Adanko           | 7-5, 7-6      |
| 02. | 2005-07-24 | Boekarest     | $10.000  | Anna Bastrikova          | 6-3, 6-3      |
| 03. | 2005-08-07 | Boekarest     | $10.000  | Mădălina Gojnea          | 7-6, 7-5      |
| 04. | 2006-05-07 | Boekarest     | $10.000  | Sorana Cîrstea           | 1-6, 6-4, 6-1 |
| 05. | 2006-05-13 | Rabat         | $10.000  | Samia Medjahdi           | 6-2, 2-6, 7-5 |
| 06. | 2006-11-12 | Toronto       | $25.000  | Carly Gullickson         | 6-3, 6-1      |
| 07. | 2007-04-29 | Torrent       | $50.000  | Andrea Petković          | 6-4, 5-7, 6-4 |
| 08. | 2008-07-20 | Contrexéville | $50.000  | Stéphanie Foretz         | 6-4, 6-2      |
| 09. | 2009-06-14 | Marseille     | $100.000 | Maša Zec Peškirič        | 6-7, 7-5, 6-4 |
| 10. | 2011-07-31 | Bad Saulgau   | $25.000  | Tatjana Malek            | 3-6, 6-3, 7-5 |
| 11. | 2013-03-03 | Antalya       | $10.000  | Jovana Jakšić            | 6-3, 7-5      |

### Gewonnen ITF-toernooien dubbelspel
| nr. | finale     | toernooi       | dotatie  | partner                   | tegenstandsters in finale                         | score            |
| --- | ---------- | -------------- | -------- | ------------------------- | ------------------------------------------------- | ---------------- |
| 01. | 2004-10-03 | Cluj-Napoca    | $10.000  | Corina-Claudia Corduneanu | Veronika Raimrová Anamaria-Alexandra Sere         | 4-6, 6-0, 6-4    |
| 02. | 2005-05-01 | Herceg Novi    | $10.000  | Antonia Xenia Tout        | Aleksandra Lukič Patricia Vollmeier               | 6-4, 4-1, opg.   |
| 03. | 2005-07-30 | Arad           | $10.000  | Corina-Claudia Corduneanu | Anna Bastrikova Vasilisa Davydova                 | 6-1, 6-4         |
| 04. | 2005-08-07 | Boekarest      | $10.000  | Corina-Claudia Corduneanu | Bianca Bonifate Sorana Cîrstea                    | 6-1, 6-1         |
| 05. | 2006-04-09 | Makarska       | $10.000  | Antonia Xenia Tout        | Johanna Larsson Sandra Roma                       | 6-4, 7-5         |
| 06. | 2006-07-09 | Mont-de-Marsan | $25.000  | Margalita Tsjachnasjvili  | Akgul Amanmuradova Nina Brattsjikova              | 7-5, 1-6, 6-1    |
| 07. | 2010-09-12 | Biella         | $100.000 | Marija Koryttseva         | Andreja Klepač Aurélie Védy                       | 7-5, 6-4         |
| 08. | 2012-01-15 | Innisbrook     | $25.000  | Darija Koestova           | Gioia Barbieri Nadejda Guskova                    | 6-3, 6-1         |
| 09. | 2012-04-20 | Civitavecchia  | $25.000  | Elena Bogdan              | Claudia Giovine Marina Sjamajko                   | 6-3, 7-5         |
| 10. | 2012-04-28 | Tunis          | $25.000  | Elena Bogdan              | Inés Ferrer Suárez Richèl Hogenkamp               | 6-4, 6-3         |
| 11. | 2012-09-02 | Mamaia         | $25.000  | Elena Bogdan              | Danka Kovinić Tadeja Majerič                      | 7-6, 6-3         |
| 12. | 2012-10-28 | Brasilia       | $25.000  | Elena Bogdan              | Timea Bacsinszky Julia Cohen                      | 6-3, 3-6, [10-8] |
| 13. | 2012-11-03 | Buenos Aires   | $25.000  | Elena Bogdan              | María Fernanda Álvarez Terán Maria Fernanda Alves | 1-6, 6-2, [10-7] |
| 14. | 2013-01-26 | Eilat          | $10.000  | Alla Koedrjavtseva        | Ilona Kremen Pemra Özgen                          | 6-3, 6-3         |
| 15. | 2015-06-21 | Ilkley         | $50.000  | Xu Yifan                  | An-Sophie Mestach Demi Schuurs                    | 6-3, 6-4         |

## Resultaten grandslamtoernooien
| Legenda | Legenda                          |
| ------- | -------------------------------- |
| g.t.    | geen toernooi gehouden           |
| l.c.    | lagere categorie                 |
| –       | niet deelgenomen                 |
| G       | uitgeschakeld in de groepsfase   |
| 1R      | uitgeschakeld in de eerste ronde |
| 2R      | uitgeschakeld in de tweede ronde |
| 3R      | uitgeschakeld in de derde ronde  |
| 4R      | uitgeschakeld in de vierde ronde |
| KF      | uitgeschakeld in de kwartfinale  |
| HF      | uitgeschakeld in de halve finale |
| F       | de finale verloren               |
| W       | het toernooi gewonnen            |
| w-v     | winst/verlies-balans             |

### Enkelspel
| toernooi        | 2007 | 2008 | 2009 | 2010 |
| --------------- | ---- | ---- | ---- | ---- |
| Australian Open | –    | 1R   | –    | 1R   |
| Roland Garros   | 3R   | 1R   | 1R   | 1R   |
| Wimbledon       | –    | 1R   | 2R   | 2R   |
| US Open         | 2R   | 2R   | 1R   | –    |

### Vrouwendubbelspel
| toernooi        | 2008 | 2009 | 2010 | 2011 |    | 2013 | 2014 | 2015 | 2016 | 2017 | 2018 | 2019 | 2020 | 2021 | 2022 |
| --------------- | ---- | ---- | ---- | ---- | -- | ---- | ---- | ---- | ---- | ---- | ---- | ---- | ---- | ---- | ---- |
| Australian Open | 1R   | –    | 2R   | 1R   | –  | 2R   | 1R   | 2R   | 2R   | 2R   | 1R   | 1R   | 2R   | 2R   |      |
| Roland Garros   | 1R   | –    | 1R   | –    | –  | 1R   | 1R   | 1R   | KF   | 1R   | 1R   | 1R   | 2R   |      |      |
| Wimbledon       | –    | –    | –    | –    | 2R | 1R   | 1R   | 1R   | 1R   | 1R   | 1R   | g.t. | 3R   |      |      |
| US Open         | –    | 1R   | –    | –    | –  | 1R   | 3R   | 1R   | 1R   | 2R   | 2R   | 1R   | 3R   |      |      |

### Gemengd dubbelspel
| toernooi        | 2015 | 2016 | 2017 | 2018 | 2019 |
| --------------- | ---- | ---- | ---- | ---- | ---- |
| Australian Open | –    | –    | –    | –    | –    |
| Roland Garros   | –    | –    | –    | –    | 2R   |
| Wimbledon       | 3R   | 1R   | 2R   | 2R   | KF   |
| US Open         | –    | –    | 2R   | KF   | 2R   |